# Euxoa cocklei
Euxoa cocklei là một loài bướm đêm trong họ Noctuidae.